# Bottmühle Odenkirchen
Die Bottmühle Odenkirchen war eine Wassermühle mit einem unterschlächtigen Wasserrad am Bottbach, einem Abzweiger am Oberlauf der Niers im Mönchengladbacher Stadtteil Odenkirchen im Regierungsbezirk Düsseldorf.

## Geographie
Die Bottmühle Odenkirchen hatte ihren Standort am Bottbach, Karlstraße/Straßburger Allee im Mönchengladbacher Stadtteil Odenkirchen. Oberhalb befand sich an der Niers die Burgmühle Odenkirchen, unterhalb die Pixmühle. Das Gelände, auf dem das Mühlengebäude stand, liegt auf einer Höhe von ca. 60 m über NN.

## Gewässer
Der Bottbach entsprang im Wetscheweller Bruch, unterquerte früher die Niers und durchfloss Odenkirchen. Heute mündet der Bottbach kurz vor der Bahnunterführung in Güdderath in die Niers. Hinter der Unterführung nimmt der Bottbach einen neuen Anfang, wo er künstlich von einer Einleitstelle mit Wasser gespeist wird. Er durchfließt, teilweise verrohrt, Odenkirchen und mündet im Beller-Park wiederum in die Niers.
Die Niers (GEWKZ 286) in ihrem alten Flussbett versorgte bis zur Flussbegradigung über Jahrhunderte zahlreiche Mühlen mit Wasser. Die Niers entspringt in Kuckum, einem Ortsteil der Stadt Erkelenz. Bis zur Mündung in die Maas bei Gennep (Niederlande) hat die Niers eine Gesamtlänge von 117,668 km und ein Gesamteinzugsgebiet von 1.380,630 km2. Die Quelle liegt bei 73 m ü. NN, die Mündung bei 9 m ü. NN. Die Pflege und der Unterhalt des Gewässers obliegt dem Niersverband.

## Geschichte
Die Bottmühle Odenkirchen wurde im Jahre 1744 von der Herrschaft Odenkirchen als Papiermühle erbaut. Sie hatte ihren Standort am Bottbach, einem möglicherweise künstlich angelegten Bachlauf. Die Mühle trug in späterer Zeit auch den Namen ihrer Besitzer und wurde auch Gisbertsmühle sowie Schweitzermühle genannt. Im 19. Jahrhundert wurde in der Mühle auch Textilgewebe gefertigt. So steht die Mühle auf der Urkatasterkarte von 1844 als Zwirnmühle eingetragen. Bis zur Schließung im Jahre 1870 wurden auch Lampendochte hergestellt. Die Mühle ist heute von der Bildfläche verschwunden.

## Galerie

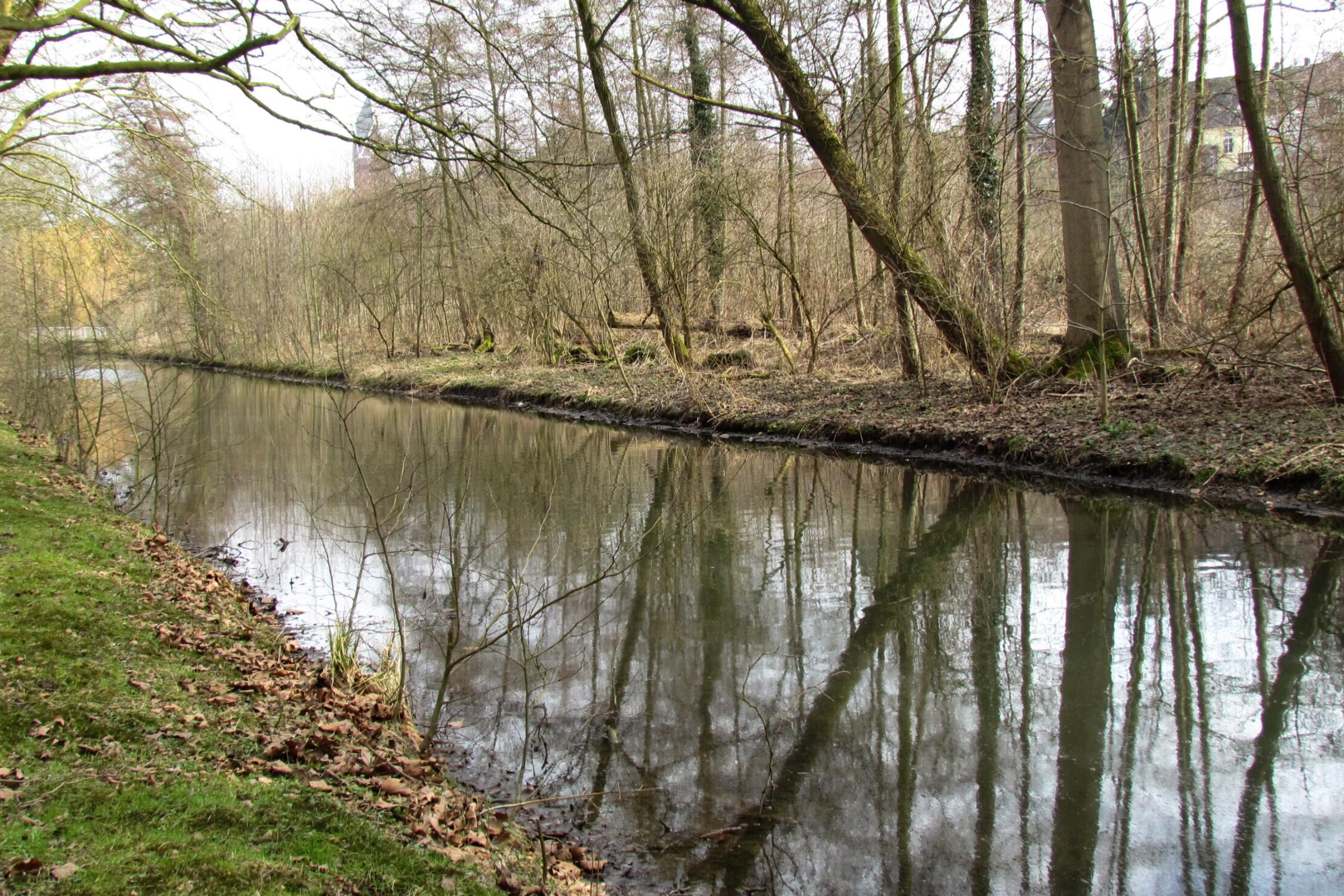
Niersverlauf in der Nähe der ehemaligen Bottmühle
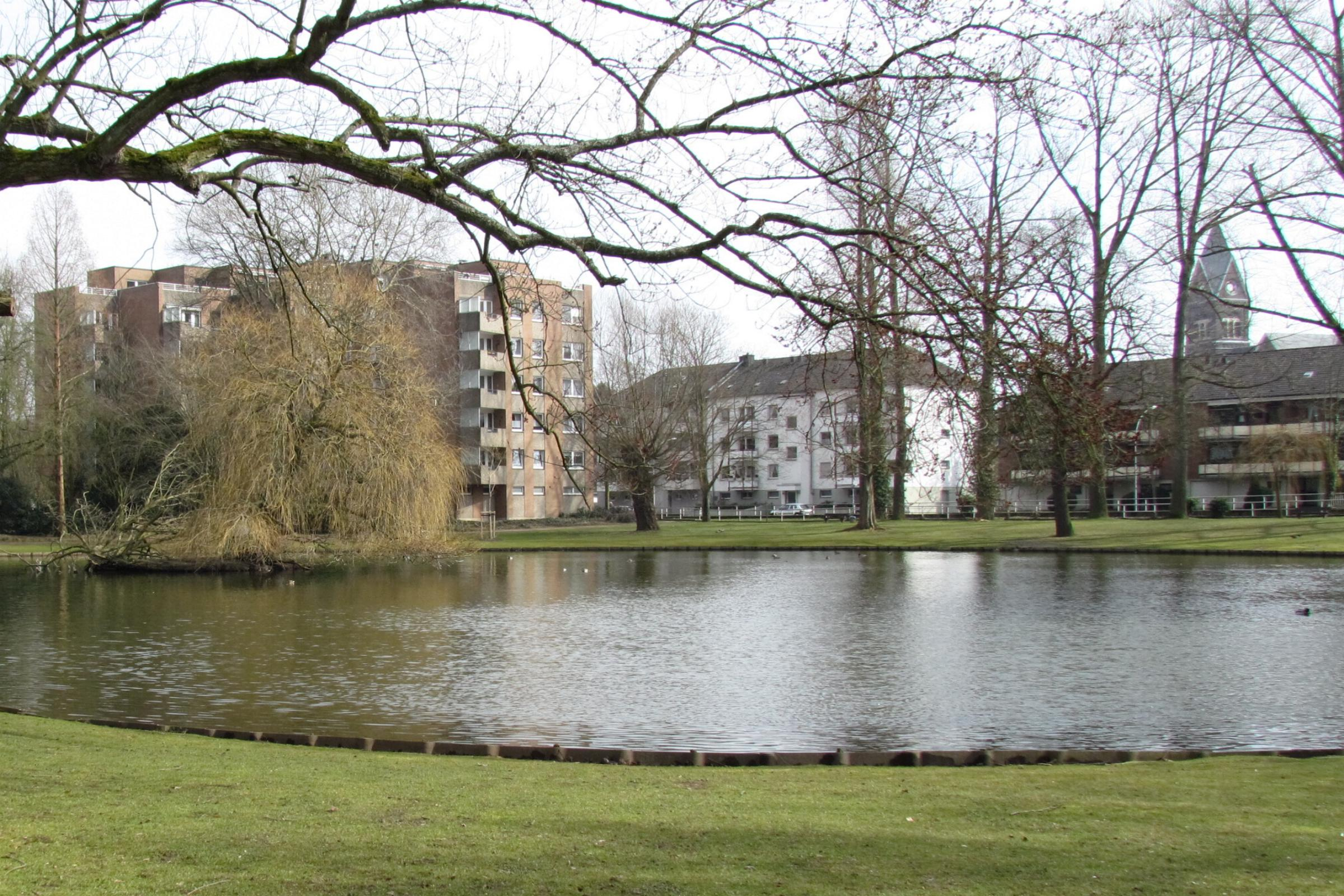
Parkanlage in Odenkirchen in der Nähe der ehemaligen Bottmühle
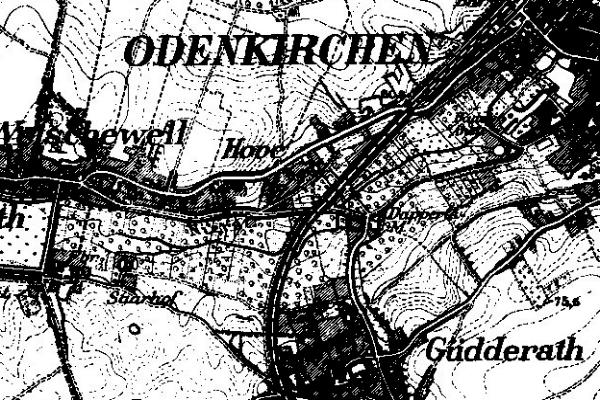
Odenkirchen auf der Karte Neuaufnahme von 1912
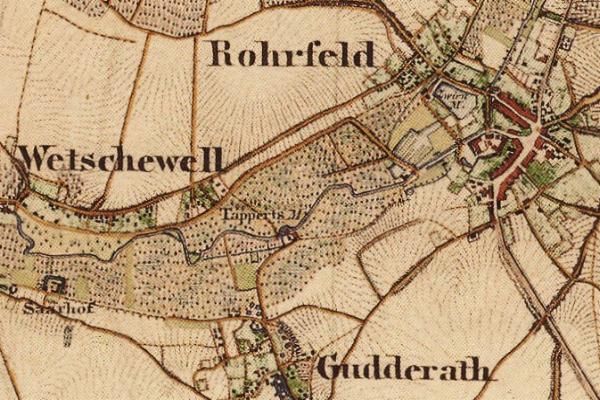
Die Zwirnmühle in Odenkirchen auf der Urkatasterkarte von 1844